# Тобол
Тобол (рус. Тобол; каз. Тобыл, Tobyl) река је која протиче кроз Русију и Казахстан. Дужина реке је 1.591 км, а њен слив износи 426.000 км2. Тобол настаје спајањем река Бозбије и Кокпетисај и улива се у Иртиш.
Већи градови кроз које пролази река Тобол су Рудни, Костанај, Курган, Јалуторовск и Тобољск.